# Nadja Ruševa
Nadja Ruševa [nádja rúševa] (polno ime Nadežda Nikolajevna Ruševa; rusko На́дя Ру́шева / Наде́жда Никола́евна Ру́шева), ruska slikarka in grafičarka, * 31. januar 1952, Ulan Bator (Ulaanbaatar), Mongolija, † 6. marec 1969.
V svojem kratkem življenju je Nadja izdelala več kot 10.000 umetniški del.

## Življenje
Rodila se je v družini uslužbencev sovjetskega gledališča, ki sta odšla v Mongolijo ustanovit narodni mongolski balet. Njena mati je prva tuvinska balerina Natalija Dojdalovna Ažikmaa-Ruševa, oče pa gledališki umetnik in pedagog Nikolaj Konstantinovič Rušev. V Mongoliji sta starša delala v umetniški šoli, oče kot umetnik poučevalec in pedagog, mati kot baletna mojstrica in kot solistka na koncertih.
Leta 1952 se je družina preselila v Moskvo.
Zjutraj 6. marca 1969 je Nadja umrla v bolnišnici zaradi razlitja krvi v možgane. Prirojena napaka možganske žile ji je vzela življenje v 17. letu starosti. Zdravniki ji niso mogli pomagati.
Po Nadji se imenuje asteroid 3516 Ruševa, ki ga je 21. oktobra 1982 odkrila rusko-ukrajinska astronomka Ljudmila Karačkina na Krimskem astrofizikalnem observatoriju, sedaj v Ukrajini.
Nadjin umetniški indeks (EHR), ki ga je uvedla leta 2002 Profesionalna zveza ruskih umetnikov, je bil 4А, kar pomeni profesoionalni umetnik z ustvarjalnim potencialom, ki ima ugodno oceno strokovnjakov.
Leta 1969 so o njej posneli dokumentarni film Тебя, как первую любовь....
1. 1 2  Howard J. Rusheva, Nadya // Grove Art Online — [Oxford, England], Houndmills, Basingstoke, England, New York: OUP, 2017. — doi:10.1093/GAO/9781884446054.ARTICLE.T074535